# Oltar z Zadnjo večerjo (Bouts)
Oltar z Zadnjo večerjo ali oltar Svetega zakramenta je v leto 1464-68 datiran triptih, ki je pripisan Dirku Boutsu, ki je zdaj ponovno sestavljen in na svoji izvirni lokaciji v cerkvi sv. Petra v Leuvenu, v Belgiji.

## Opis
Zadnja večerja je tema osrednje oltarne table, ki jo je leta 1464 naredil Bouts po naročilu leuvenske bratovščine Svetega zakramenta. Vsi pravokotniki v tej sestavi kažejo razumevanje linearne perspektive . Linije (bežiščnice) vodijo do enega očišča v središču police nad Kristusovo glavo zunaj prostora, majhna stranska soba ima svojo lastno očišče in niti ta niti bežiščnica glavne sobe ne padeta na obzorje pokrajine skozi okna.
Diik Bouts ni bil rojen v Leuvenu. Tja se je preselil iz Haarlema in njegova Zadnja večerja je bila prva flamska tabelna slika te vrste. V tej osrednji tabli je Bouts predstavil zamisel o skupinskem portretu okoli mize, temo, ki je bila znana članom sveta v Haarlemu. Kristus je upodobljen večji kot naravni velikosti v vlogi duhovnika, ki opravlja evharistično posvečenje v okviru katoliške maše. Moški okoli njega so prikazani nekoliko manjši in so verjetno portreti uglednih pripadnikov bratovščine. Bouts ni bil edini umetnik, ki je potoval med Haarlem in Leuvenom. Ko je delal na tem triptihu, je bila cerkev še vedno v gradnji, arhitekt Antoon I. Keldermans pa je bil isti človek, ki ga je kot arhitekta najela tudi Haarlemska župnija.
- Cerkev sv. Petra v Leuvenu
- Cerkev sv. Bava v Haarlemu

Kot glavni prispevek flamskega slikarstva je bil njegov opis vsakodnevnih podrobnosti na glavni tabli, kot so hiše na drugi strani trga, ki jih je mogoče videti skozi okna in služabniki, oblečeni v sodobna oblačila, ki presegajo osrednjo sceno okoli mize. Čeprav so bili nekoč identificirani kot slikar in njegova sinova, so ti uslužbenci najverjetneje bolj portreti članov bratovščine, ki so odgovorni za naročilo oltarne slike. To sliko je kopiral slikarjev sin Aelbrecht Bouts, ki je v pogledu okna naslikal drugače arhitekture, saj sta se do tedaj spremenila tako cerkev in mestni trg. Leuven je dobilo novo mestno hišo, za katero je Dirk Bouts naslikal alegorijo pravičnosti.
- Aelbrechtova Zadnja večerja

## Zgodovina
Delo je dokumentiral arhivist iz Leuvena Edward van Even leta 1870 in posodil svojemu prijatelju Jamesu Wealeju za njegovo razstavo flamskih slikarjev iz Brugga 1902. 
Triptih Svetega zakramenta ima štiri dodatne table, dve na vsaki strani. Ker so jih v 19. stoletju odpeljali v muzeje v Berlinu in Münchnu, je bila rekonstrukcija prvotnega oltarja težka.  Danes se zdi, da je tabla z Abrahamom in Melkizedekom nad Praznikom pasha na levi strani, medtem ko je Zbiranje mane nad Elijo in angelom na desnem krilu. Vse to so tipološki predhodniki Zadnje večerje na osrednji tabli.
- Zgornja leva tabla: Srečanje Abrahama in Melkizedeka
- Spodnja leva tabla: Praznik pasha
- Zgornja desna tabla: Zbiranje mane
- Spodnja desna tabla: Prerok Elija v puščavi

Cerkev hrani dve sliki Dirka Boutsa, poleg Zadnje večerje (1464-1468) še Mučeništvo sv. Erazem (1465). Nacisti so leta 1942 zasegli Zadnjo večerjo.  Table z obeh stranskih kril pa so bili povsem legalno prodane nemškim muzejem v 19. stoletju. Nemčija je bila prisiljena vrniti vse table kot del zahtevanih povrnitev po Versajski pogodbi po prvi svetovni vojni. Prezbiterij in ambulatorij sta leta 1998 postala muzej, kjer obiskovalci lahko vidijo zbirko kipov, slik in kovinskih predmetov.